# Boeing A160
Der Boeing A160 Hummingbird ist ein Erprobungsträger für ein vertikal startendes und landendes unbemanntes Luftfahrzeug.
Der Hummingbird wurde von Boeing in Zusammenarbeit mit der US-Behörde für militärische Forschungs-Projekte (engl. Abk.: DARPA) als Langstrecken-Aufklärungshubschrauber entwickelt. Am 14. und 15. Mai 2008 stellte der Hummingbird mit einer Non-Stop-Flugdauer von 18 Stunden und 42 Minuten einen neuen Weltrekord für Hubschrauber auf.

## Entwicklung
Die Entwicklung des Hummingbirds begann ursprünglich bei Karem Aircraft im März 1998. Karem Aircraft entwickelte bereits die GNAT 750, welche die Grundlage für die spätere RQ-1 Predator bildete. Man erhielt von DARPA einen 30-Monatsvertrag, welcher den Bau eines unbemannten Leichthelikopters für die taktische Aufklärung vorsah. Die dafür neu entwickelten autonomen Steuerungselemente wurden in einem Robinson R22 Hubschrauber eingebaut und bis zu einem Unfall im Jahr 2000 in 215 Flugstunden erprobt.

### A160

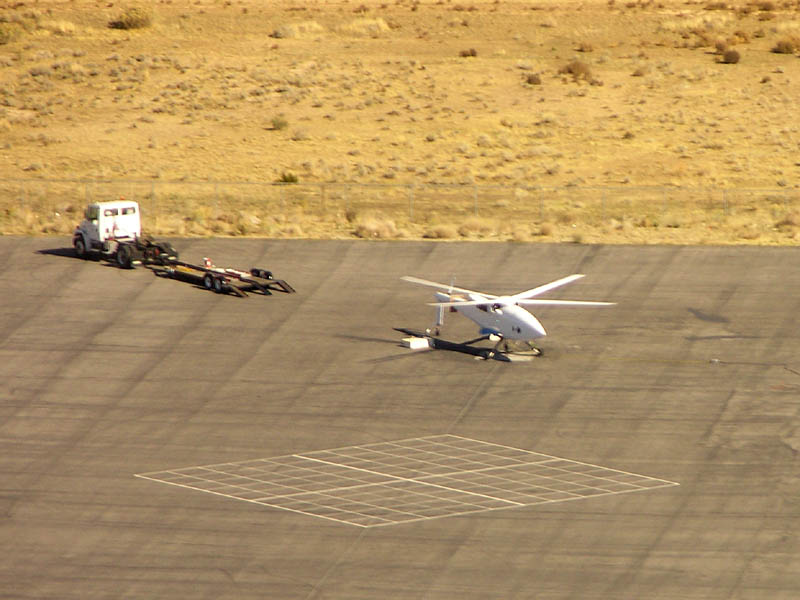
A160 bei Vorbereitungen für einen Testflug

Der erste Hummingbird-Prototyp, als A160 bezeichnet und mit einem Drei-Blatt-Rotor ausgestattet, begann mit ersten Schwebeversuchen am 7. Dezember 2001, bevor er am 29. Januar 2002 seinen Erstflug absolvierte.
Die ersten Testflüge zeigten, dass die ursprüngliche Drei-Blatt-Auslegung nicht leistungsfähig genug war, um die DARPA-Leistungsanforderungen zu erfüllen. Deshalb stieg man auf eine Vier-Blatt-Version des A160 mit einem Subaru-Vierzylindermotor um, welche erstmals im November 2002 flog. Nachdem insgesamt drei A160 mit Vier-Blatt-Rotor im Testflugbetrieb waren, erhielt man einen weiteren Vertrag für 75 Mil. US-Dollar. Dieser sah den Bau von vier weiteren Maschinen vor, welche mit einem KW600-Dieselmotor ausgerüstet werden sollten. Dadurch sollte der Kraftstoffverbrauch reduziert und somit die Flugdauer erhöht werden. Nachdem aber der erste und dritte Prototyp abgestürzt waren, wurde keine der vier Maschinen mit Dieselmotor fertiggestellt.
Nach dem Scheitern der vier Hummingbirds mit Dieselmotoren stand das gesamte A160-Programm zunächst vor dem Abbruch und Karem Aircraft geriet in finanzielle Schwierigkeiten. Boeing übernahm daraufhin im Mai 2004 das Programm und gliederte Karem Aircraft in die Boeing Phantom Works ein.

### A160T
Boeing begann die Konstruktion des Hummingbirds tiefgreifend zu überarbeiten und baute zwischen 2005 und 2007 insgesamt fünf weitere Prototypen, welche nun als A160T bezeichnet werden. Man veränderte die Rotorkonstruktion und ersetzte den Subaru-Vierzylindermotor durch einen Sechszylindermotor-Benzin-Kolbenmotor mit 290 kW Leistung. An Boeings A160T zeigte nun die US-Armee und die US-Marine Interesse. Das Muster A160T erhielt für die militärische Nutzung die Bezeichnung YMQ-18 Warrior. Im Flugprogramm bis 2008 steigerte Boeing sukzessive die Flugdauer und variierte die installierten Aufklärungssysteme. Das United States Special Operations Command (SOCOM) bekundete Interesse an zunächst 12 Maschinen und erhöhte Anfang 2009 den Bedarf auf 20 MQ-18. Für die Serienvariante, deren Produktionsstart für 2009 vorgesehen war, plant Boeing die Verwendung der Gasturbine Pratt & Whitney Canada PW207D mit 410 kW Leistung, sowie die externe Waffenmitführung von bis zu acht Hellfire-Raketen.
Am 28. Juli 2010 gab es erneut einen Unfall mit einem Hummingbird. Bei einer Autorotationslandung in der Nähe des kalifornischen Flughafens Victorville (Victorville Southern California Logistics Airport) stürzte das Luftfahrzeug auf die Seite. Bei einer 45 Tage andauernden Testreihe im Dschungel von Belize stürzte am 10. September 2010 ein weiterer Prototyp des Hubschraubers am Flugplatz Central Farm in San Ignacio in der Provinz Cayo ab.

## Konstruktion
Um die hohen Leistungsanforderungen zu erfüllen, gerade im Bereich der Flugdauer, verfügt der Hummingbird über eine für Helikopter sehr ungewöhnliche aerodynamisch optimierte Auslegung. Der Rumpf ist äußerst schmal und komplett aus Verbundwerkstoffen hergestellt. Um die geforderten Tarnkappeneigenschaften zu erreichen, ist der Rumpf mit Radar absorbierendem Material beschichtet und das Fahrwerk ist einziehbar. Der Rotor ist starr ausgelegt und verfügt über einen gelenklosen Rotorkopf. Zur Lärmreduzierung ist die maximale Rotordrehgeschwindigkeit so limitiert, dass die äußeren Enden nicht die Schallmauer durchbrechen. Boeing gibt an, auf diese Weise die Lärmentwicklung ungefähr halbiert zu haben. Dass der Hummingbird trotz der Rotorlimitierung hohe Flugleistungen erreicht, liegt zum einen an der Leichtbauweise durch die Verbundwerkstoffe, zum anderen daran, dass die Rotorblätter im Verhältnis zum Rumpf relativ groß sind.
Bei den Serienmaschinen wird das DARPA Forester-Radarsystem eingesetzt.

## Technische Daten
| Kenngröße                | Daten                                                             |
| ------------------------ | ----------------------------------------------------------------- |
| Gesamtlänge              | 13,04 m                                                           |
| Rumpflänge               | 10,70 m                                                           |
| Rotordurchmesser         | ca. 11 m                                                          |
| Höhe                     | 2,95 m                                                            |
| max. Zuladung            | ca. 800 kg                                                        |
| max. Treibstoffkapazität | 1040 kg                                                           |
| Leermasse                | 1134 kg                                                           |
| max. Startmasse          | 2948 kg                                                           |
| Höchstgeschwindigkeit    | 263 km/h                                                          |
| Dienstgipfelhöhe         | 9144 m                                                            |
| Schwebehöhe              | 6096 m (ohne Bodeneffekt)                                         |
| Reichweite               | 4050 km                                                           |
| Einsatzdauer             | ca. 20 h                                                          |
| Triebwerke               | eine Gasturbine Pratt & Whitney Canada PW207D mit 410 kW Leistung |